# Procryptocerus schmalzi
Procryptocerus schmalzi är en myrart som beskrevs av Carlo Emery 1894. Procryptocerus schmalzi ingår i släktet Procryptocerus och familjen myror. Inga underarter finns listade i Catalogue of Life.